# Liste der Bodendenkmale in Schirgiswalde-Kirschau
In der Liste der Bodendenkmale in Schirgiswalde-Kirschau sind die Bodendenkmale der Gemeinde Schirgiswalde-Kirschau und ihrer Ortsteile nach dem Stand der Auflistung von Harald Quietzsch und Heinz Jacob aus dem Jahr 1982 aufgelistet. Eventuelle Änderungen und Ergänzungen, insbesondere aus der Zeit nach der Wende, sind nicht berücksichtigt, da für Sachsen aktuell keine neueren allgemein zugänglichen Bodendenkmallisten vorliegen. Die Baudenkmale sind in der Liste der Kulturdenkmale in Schirgiswalde-Kirschau aufgeführt.
| Denkmal-ID | Fundart            | Ortsteil              | Bezeichnung            | Zeitstellung    | Lage                                                                     | Bemerkungen                                                               | Bild |
| ---------- | ------------------ | --------------------- | ---------------------- | --------------- | ------------------------------------------------------------------------ | ------------------------------------------------------------------------- | ---- |
| ?          | Befestigung > Burg | Crostau               | Wasserburg „Burgwiese“ | Mittelalter     | westlicher Teil des Niederdorfs, Aue nördlich der Straße nach Callenberg | Turmhügel mit Graben, Schutz seit 28. Mai 1935, erneuert 1. Dezember 1958 |      |
| ?          | Befestigung > Burg | Halbendorf im Gebirge | Wasserburg „Die Insel“ | Mittelalter     | nordöstlicher Ortsrand, Abzweig des Mühlgrabens vom Cunewalder Wasser    | Graben eingeebnet, Schutz seit 2. Januar 1936, erneuert 1. Dezember 1958  |      |
| ?          | Befestigung > Burg | Kirschau              | Wehranlage „Körse“     | Mittelalter     | östlicher Ortsrand, östliches Hochufer der Spree                         | Spornbefestigung, Schutz seit 14. März 1936, erneuert 1. Dezember 1958    |      |
| ?          | besonderer Stein   | Schirgiswalde         | Kreuzstein             | Nachmittelalter | östlich des Orts im Wald nordnordwestlich des Gipfels der Kälbersteine   | Gesichts- und Kreuzdarstellungen, Schutz seit 20. Juli 1971               |      |